# Synagoga Humboldtgasse w Wiedniu
Synagoga Humboldtgasse w Wiedniu (niem. Synagoge Humboldtgasse in Wien) – nieistniejąca synagoga, która znajdowała się w Wiedniu, stolicy Austrii, przy Humboldtgasse 27.
Synagoga została zbudowana w latach 1895–1896, według projektu architekta Jakoba Gartnera. Służyła żydowskiej społeczności zamieszkującej dzielnicę Favoriten. Podczas nocy kryształowej z 9 na 10 listopada 1938 roku, bojówki hitlerowskie spaliły synagogę. 